# Fiorano al Serio
Fiorano al Serio [fjoˈraːno alˈseːɾjo] (Fiorà [fjoˈɾa] in dialetto bergamasco) è un comune italiano di 2 940 abitanti della provincia di Bergamo in Lombardia. Situato sulla destra orografica del fiume Serio, dista circa 20 chilometri a nord-est dal capoluogo orobico ed è compreso nella Comunità montana della Valle Seriana.

## Geografia fisica

### Territorio

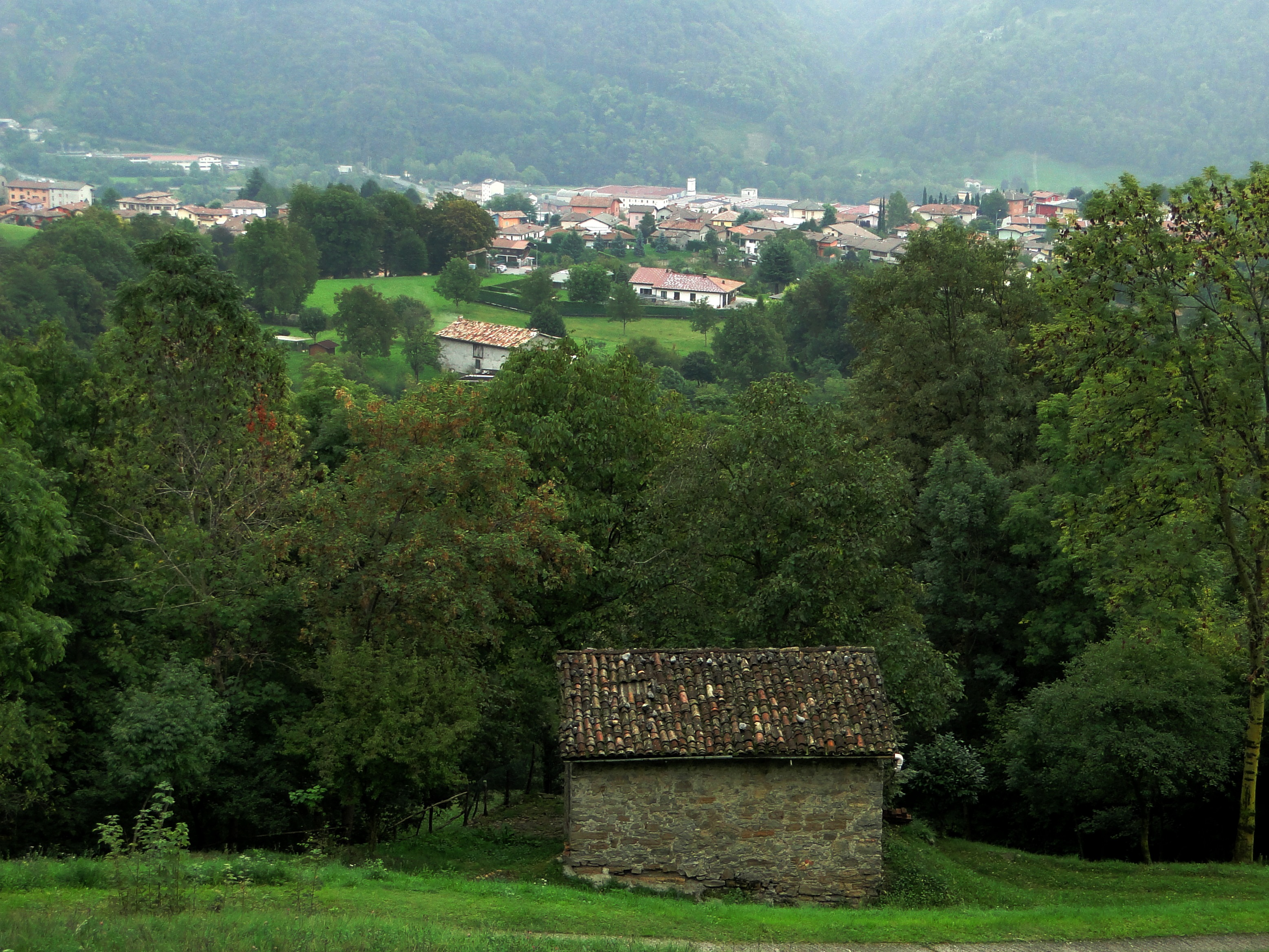
La valle Misma, a monte del pianoro di san Fermo

La peculiarità del territorio di Fiorano al Serio è data dall'estensione territoriale che misura soltanto 108 ettari, poco più di un chilometro quadrato, che lo rende il meno esteso degli oltre 1 500 comuni della Regione Lombardia, nonché il terzo comune più piccolo d'Italia.
Il comune è interamente situato sulla destra orografica della val Seriana, in corrispondenza di una rientranza del fiume Serio, ad un'altezza di compresa tra i 380 m s.l.m. della piana alluvionale ai circa 550 delle propaggini del monte Cedrina.
Geologicamente il territorio è disposto su tre grandi terrazze alluvionali: la più elevata, e quindi anche più antica, è quella del pianoro di San Fermo, scavata circa due milioni di anni fa dal fiume Serio. Lo stesso corso d'acqua erose il territorio fino a raggiungere la piana dove attualmente si sviluppa il centro storico, fermando la sua opera. Ripresa l'attività erosiva, il fiume abbassò ulteriormente il suo alveo, andando a creare il terzo terrazzamento, denominato infatti Prato Nuovo, dove è presente la zona industriale. Dopo le ultime glaciazioni, il corso d'acqua formò quello che è il suo letto attuale.
Amministrativamente è delimitato dal corso del fiume Serio, che lo divide a Sud-Est dal comune di Cene, mentre ad Est da quello di Casnigo; a Sud ed Ovest confina con Gazzaniga tramite il corso del piccolo torrente Misma che scorre nell'omonima piccola valle. A Nord il limite territoriale è dato dal corso del torrente Vertova, situato nell'omonima valle, che lo suddivide amministrativamente da Vertova, mentre a Nord-Est è la frazione di quest'ultima, Semonte, a confinare con Fiorano.
La gran parte della popolazione risiede nel nucleo abitativo posto nel fondovalle lungo l'asta del fiume Serio che, per via dell'espansione edilizia avvenuta nella seconda parte del XX secolo, risulta essere ormai fuso con soluzione di continuità con i limitrofi paesi, in quella che viene ormai definita come una città allungata che si protrae da Bergamo fino a Colzate. A monte tuttavia sono presenti anche le località di San Fermo e Pianure, dove negli ultimi anni del secondo millennio si è assistito ad una massiccia cementificazione.

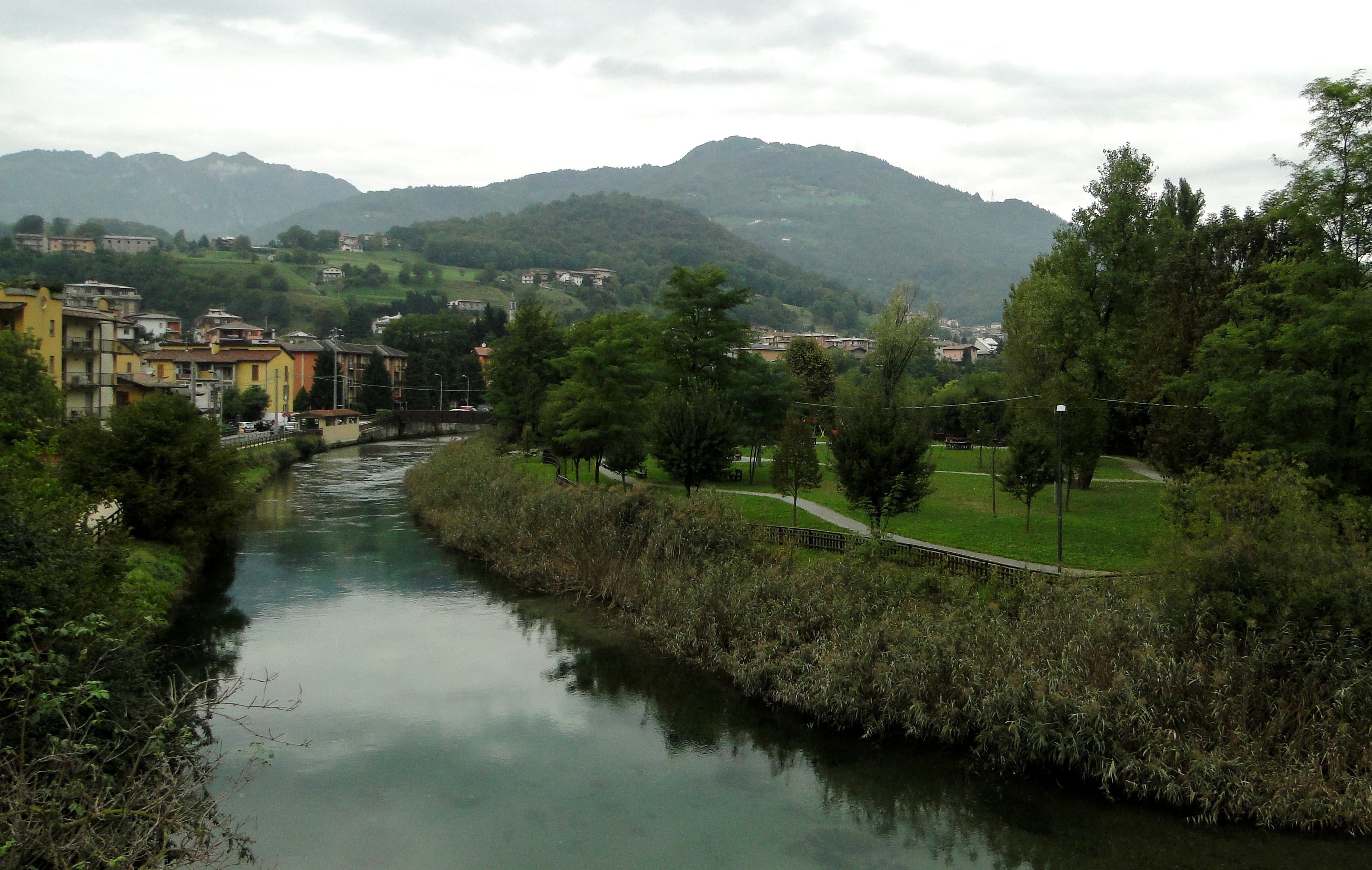
L'area dell'isolotto della Buschina, con la pista ciclo-pedonale e l'area attrezzata

Per ciò che concerne l'idrografia, oltre al fiume Serio, non sono molti i corsi d'acqua che attraversano il territorio comunale. Il principale è il Misma, affluente del Serio da destra, che si sviluppa nell'omonima valle e che raccoglie le acque di numerosi piccoli rivoli composti dalle acque in eccesso provenienti dalle propaggini circostanti.
La viabilità interna del paese ha una rete stradale ordinaria molto semplice, facente riferimento alla via che attraversa il centro abitato, l'attuale via Locatelli, che per secoli è stata l'arteria dei traffici e commerci della bassa valle.
Ad essa si aggiunge la vecchia provinciale, divisa tra le attuali vie Bombardieri e Battisti, che collega il paese con Vertova e Gazzaniga mantenendosi al limite dell'abitato, attorno alla quale si sviluppano attività commerciali ed artigianali Di grande importanza storica è inoltre la strada che, diramandosi dall'estremità meridionale del paese, utilizza il ponte medievale risalente al XII secolo che scavalca il fiume Serio, raggiunge il territorio di Casnigo e permette il collegamento con la val Gandino. Esternamente all'abitato, a fianco del fiume Serio, scorre invece la superstrada di scorrimento della valle Seriana.
Per quanto riguarda il tempo libero, è d'obbligo citare la Ciclovia della Valle Seriana che transita nella parte sud del comune a ridosso del fiume Serio. Questa permette passeggiate e pedalate nella natura, lontano da traffico ed inquinamento, permettendo la riscoperta e la valorizzazione di spazi un tempo abbandonati nell'incuria.

## Storia

### Dalla preistoria alla conquista romana

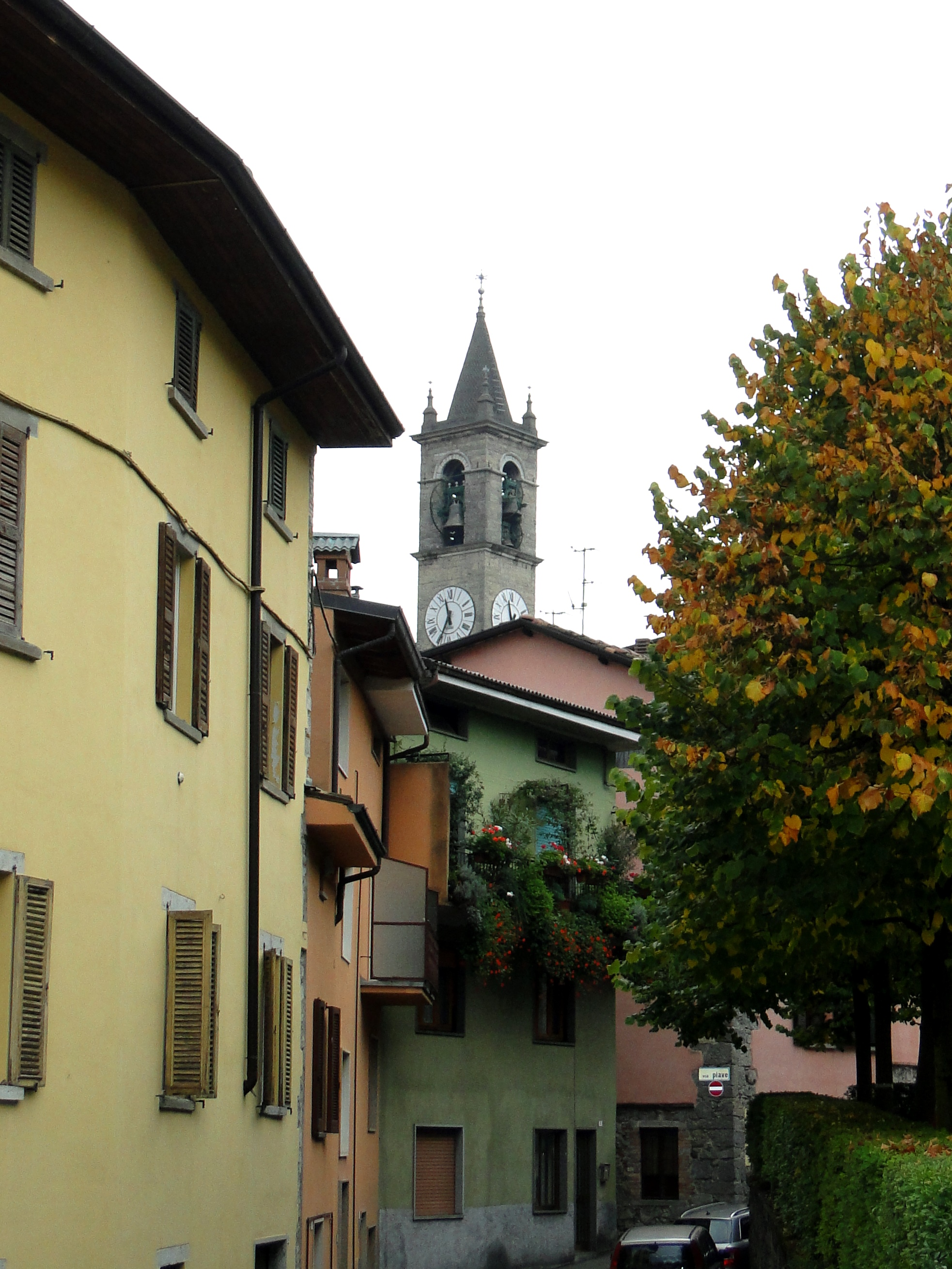
Scorcio del centro storico

I primi insediamenti umani sarebbero riconducibili al VI secolo a.C., quando nella zona si stabilirono popolazioni di origine ligure, dedite alla pastorizia, tra cui gli Orobi. Ad essi si aggiunsero ed integrarono, a partire dal V secolo a.C., le popolazioni di ceppo celtico, tra cui i Galli Cenomani. Si trattava tuttavia di presenze sporadiche, che non formarono mai un nucleo abitativo definito.
La prima vera e propria opera di urbanizzazione fu invece opera dei Romani, che conquistarono la zona e la sottoposero a centuriazione, ovvero ad una suddivisione dei terreni a più proprietari, a partire dal I secolo d.C. Questa opera assegnò appezzamenti più o meno vasti a coloni e veterani di guerra, di origine o acquisizione romana, i quali bonificarono i terreni al fine di poterli sfruttare per coltivazioni agricole ed allevamento di bestiame.
Ed è a questo periodo che dovrebbe risalire l'origine del nome del paese: secondo gli storici questo deriverebbe da Florianum, riconducibile a Florius, ovvero uno dei primi possessori di questi terreni, oppure da Florii, casato di patrizi romani. Del tutto priva di riscontri è invece la teoria che indicherebbe il toponimo come derivato dalla grande quantità di fiori presenti negli estesi campi posti attorno all'abitato.
In ogni caso durante questo periodo gli abitanti si basavano su agricoltura, principalmente nella piana del fondovalle, e pastorizia, nella zona collinare. Il centro abitato aveva dimensioni molto ridotte e si sviluppava attorno alla strada che collegava Bergamo con Clusone e l'alta val Seriana, in quel tempo importante centro di estrazione mineraria, percorrendo la zona ai piedi della montagna.
Questa antica traccia sarebbe riconducibile all'attuale mulattiera detta dei Cedrali, posta presso via Papa Giovanni XXIII nei pressi di casa Magni e che scorre dietro il campo sportivo ed il villaggio Giardini, sbucando poi a Semonte.

### Il medioevo

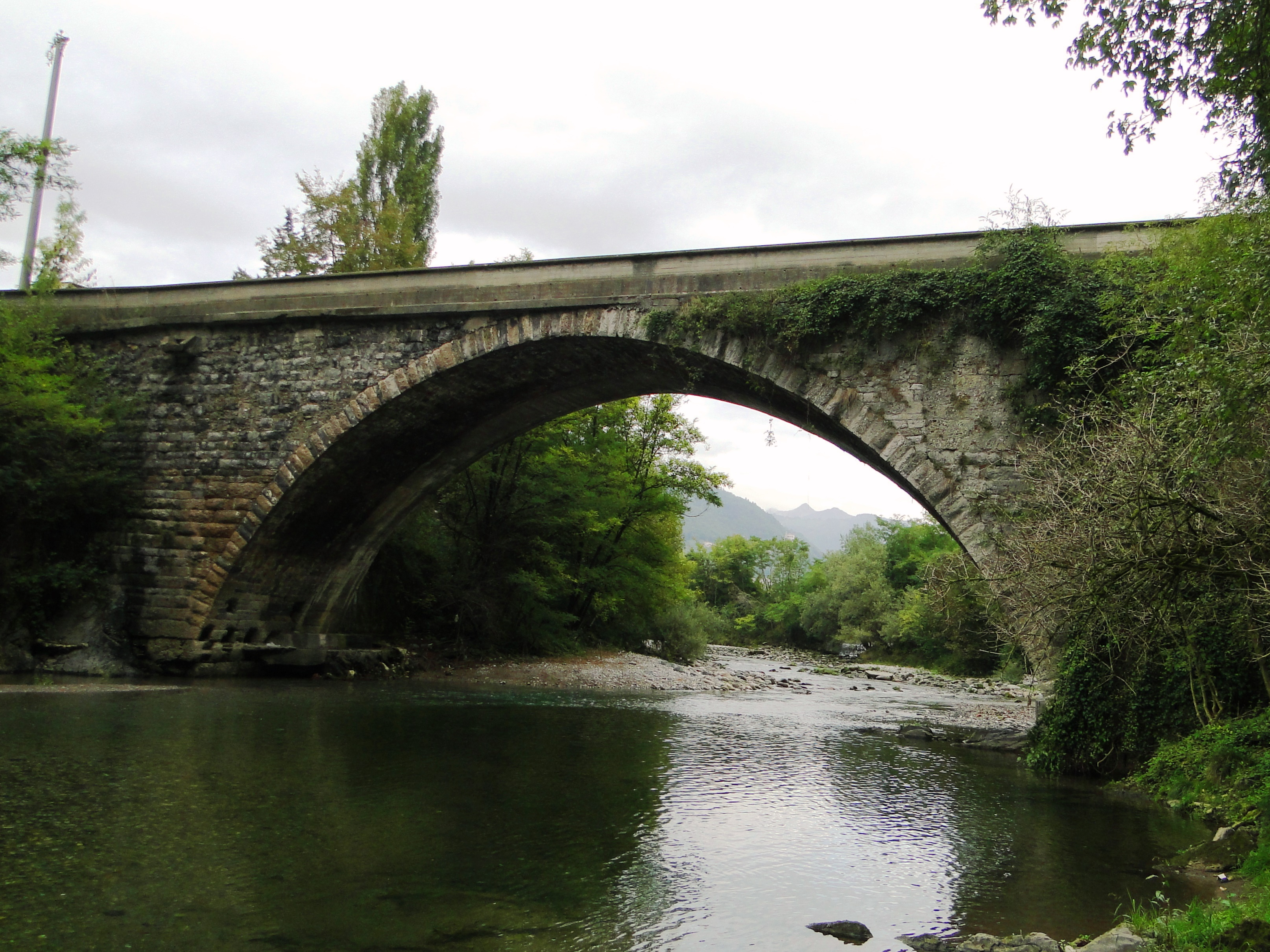
Il ponte sul Serio, collegamento con la val Gandino, edificato nel 1248

Al termine della dominazione romana vi fu un periodo di decadenza ed abbandono del centro abitato, con la popolazione che sovente era costretta a cercare riparo sulle alture circostanti al fine di difendersi dalle scorrerie perpetrate dalle orde barbariche. La situazione ritornò a stabilizzarsi con l'arrivo dei Longobardi, popolazione che a partire dal VI secolo si radicò notevolmente sul territorio, influenzando a lungo gli usi degli abitanti: si consideri infatti che il diritto longobardo rimase “de facto” attivo nelle consuetudini della popolazione fino al XV secolo, così come può essere tuttora riscontrabile nel toponimo indicato come Gazzo, località sita nei pressi del pianoro di san Fermo, che starebbe ad indicare un'estesa località boschiva, matrice utilizzata anche per il vicino comune di Gazzaniga.
Con l'arrivo dei Franchi, avvenuto verso la fine dell'VIII secolo, il territorio venne sottoposto al sistema feudale, con il paese che inizialmente venne assegnato, al pari di gran parte della valle, ai monaci di Tours per poi essere infeudato al Vescovo di Bergamo. Anche il primo documento scritto in cui si attesta l'esistenza del borgo risale a quel periodo: era il 27 aprile 840 quando Ingelberga, figlia di Odone e di stirpe longobarda, donò cinque terreni ereditati dal padre, due dei quali posti nel vico Floriano.
Con il passare degli anni al potere vescovile si affiancò quello di alcune famiglie della zona, che riuscirono ad ottenere sempre più spazio, passando dal ruolo di grandi proprietari a quelli di feudatari de facto. Si trattava delle famiglie Suardi, nota in tutta la provincia, e Albertoni, tra cui vi era Alberto, console di Bergamo. 
Nel corso della seconda metà del XII secolo cominciarono a svilupparsi i primi sentimenti di autonomia da parte delle città lombarde, contrastati però da Federico Barbarossa, imperatore del Sacro Romano Impero. Quest'ultimo condusse numerose campagne in Italia, tra cui quella del 1166 quando scese in val Seriana attraverso la val Camonica, occasione in cui i soldati imperiali diedero alle fiamme il borgo di Fiorano in quanto gli abitanti si erano rifiutati di dar loro da mangiare. Tuttavia la spinta autonomistica non fu fermata, tanto che nel 1210 Fiorano scelse di confederarsi con i comuni limitrofi nella Confederazione de Honio, un'istituzione sovra comunale che aveva il compito di gestire i beni indivisi quali prati, pascoli, boschi, sotto il controllo di un feudatario, incaricato dal vescovo di Bergamo, a sua volta investito dall'imperatore del Sacro Romano Impero.

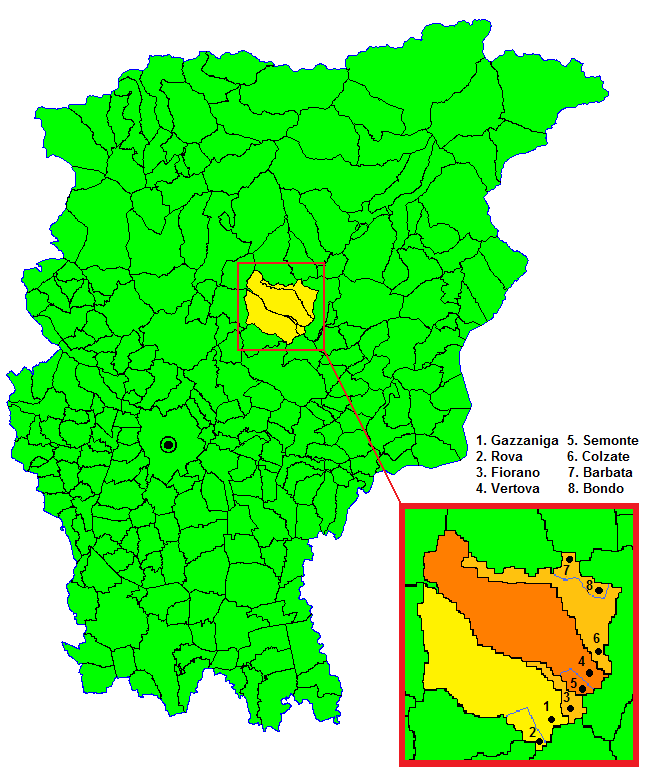
Mappa della Confederazione de Honio

Il passo successivo fu quello di emanciparsi definitivamente dal giogo feudale, redigendo nel 1240 i primi statuti che diedero il via all'esperienza comunale. Negli statuti della città di Bergamo redatti nel XIV e XV secolo Fiorano risulta inserito nella circoscrizione denominata facta di san Lorenzo, con confini territoriali circoscritti al solo centro abitato.
Tra le competenze comunali vi era anche la gestione del territorio: a tal riguardo venne decisa la costruzione, avvenuta tra il XIII ed il XIV secolo, di un canale artificiale che, posto in località Roncazzo (nei pressi dell'attuale Prato Nuovo), era largo un metro ed alimentava due molini. Il primo veniva utilizzato per macinare i cereali, mentre il secondo per lavorare i panni di lana che, grazie al lavoro svolto dal follo, permetteva di rendere la trama della lana più raffinata. Questo permise lo sviluppo di una fiorente attività dell'industria laniera, i cui prodotti venivano commerciati nei mercati dei paesi vicini. Tra i principali esponenti di tale attività vi era la famiglia De' Zambettis, che svolgeva la propria attività in un caseggiato a fianco della chiesa parrocchiale, e che continuò fino al XIX secolo.
I commerci vennero notevolmente aiutati dalla costruzione di un ponte, edificato nel 1248, che si diramava dalla strada che collegava Bergamo con Clusone, permetteva di scavalcare il corso del fiume Serio e di raggiungere la val Gandino, cuore pulsante dei commerci lanieri. Questo manufatto, fatto costruire dal Consilio Maggiore di Bergamo e noto nei secoli come Ponte di Gandino (nonostante collegasse la sponda orografica destra con il territorio di Casnigo), permise a Fiorano di diventare la porta per la val Gandino.
La Confederazione de Honio nel 1263 venne sciolta, anche se mantenne ugualmente nel corso dei secoli successivi i suoi statuti per ciò che riguardava la parte montuosa del territorio, cessando di esistere soltanto nel 1827. In seguito a ciò Fiorano optò, nel 1331, per un'unione fiscale con il vicino borgo di Gazzaniga.
Ben presto tuttavia cominciarono a verificarsi attriti tra gli abitanti, divisi tra guelfi e ghibellini, che raggiunsero livelli di recrudescenza inauditi. La popolazione dovette subire numerosi attacchi perpetrati dalle fazioni avverse, culminati con il durissimo scontro verificatosi nell'anno 1397, durante il quale un gruppo di sedici ghibellini calati dalla val Camonica uccisero quattro guelfi e devastarono parte del paese. Per contro, il 10 giugno dell'anno successivo, furono gli stessi guelfi a danneggiare in modo importante gli avamposti ghibellini dislocati sul territorio, incendiando contestualmente anche parte dell'abitato.

### La Serenissima Repubblica di Venezia

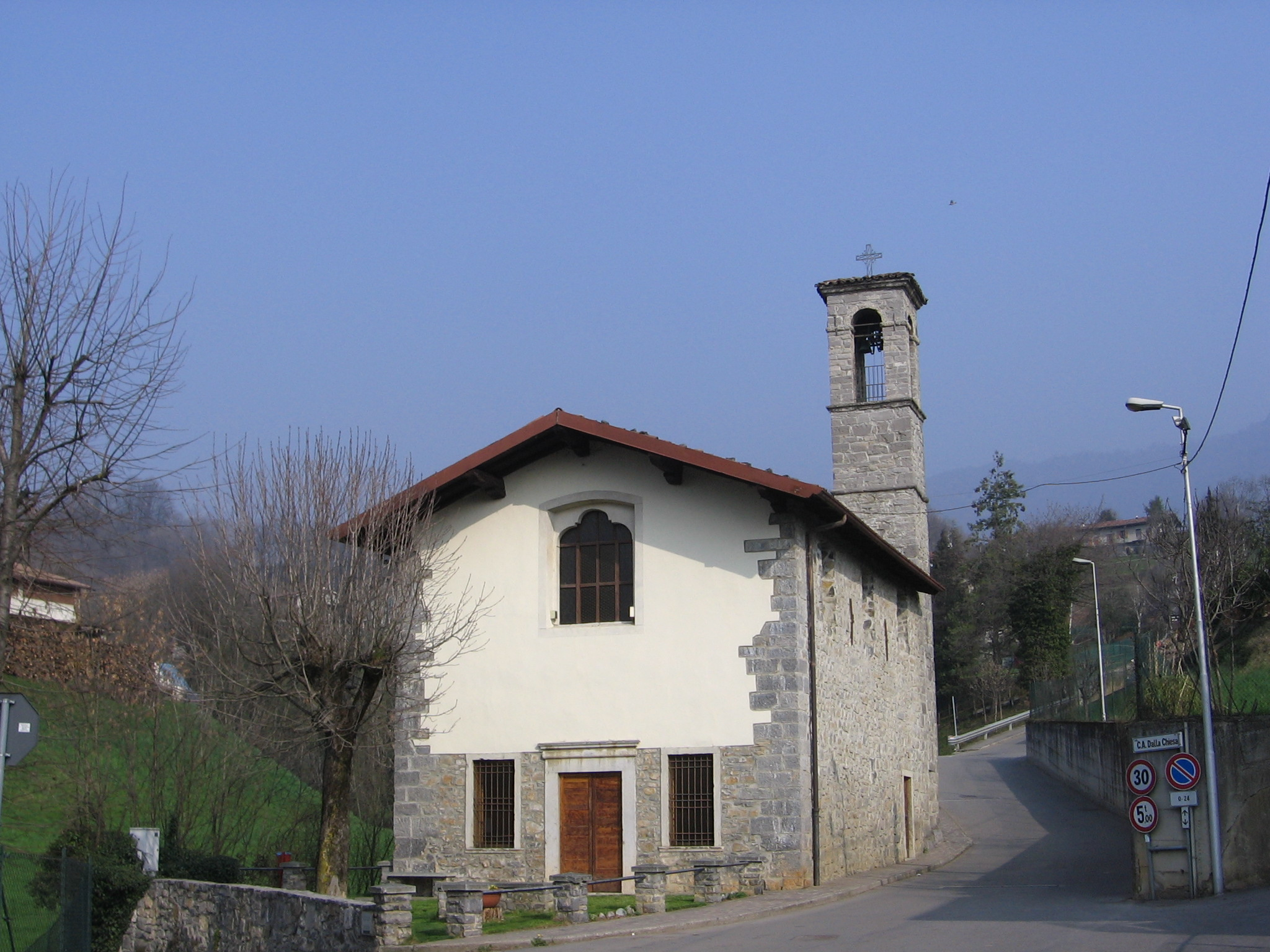
Il santuario di san Fermo, edificato in seguito alla peste del 1630

Alla definitiva pacificazione si arrivò pochi anni più tardi grazie all'avvento della Repubblica di Venezia, avvenuta formalmente nel 1428, che diede il via ad un periodo di tranquillità in cui l'intera zona riprese a prosperare, garantendo una diminuzione della pressione fiscale ed offrendo maggiore autonomia.
La Serenissima inserì Fiorano nella circoscrizione facente capo a Gandino per ciò che riguardava la giurisdizione civile e penale, anche se in ambito amministrativo il paese perse la propria autonomia in quanto aggregato a Gazzaniga, al pari del borgo di Rova, nel 1435.
Riconquistata la propria indipendenza già nel 1476, nel paese si svilupparono in modo notevole i commerci e vi fu nuovo impulso per l'agricoltura, l'allevamento e l'industria laniera.
Un violento scossone alla tranquillità della popolazione venne dalla violenta epidemia di peste di manzoniana memoria, che tra il 1629 ed il 1631 causò la morte di 216 abitanti su un totale di 316, quasi il 70% dell'intera popolazione. In questo frangente gli appestati venivano portati nella piana di san Fermo dove, una volta terminata l'ondata mortifera sorse l'omonima cappelletta tuttora esistente.
In quegli anni si verificarono inoltre diatribe in ambito religioso tra le parrocchie di Fiorano e Vertova, a causa dell'assegnazione del borgo di Semonte. Quest'ultimo infatti, amministrativamente ricadeva nei confini di Vertova, mentre a livello religioso era, da sempre, competenza di Fiorano. La vertenza fu risolta mediante un decreto del cardinale Pietro Priuli che, in data 23 ottobre 1723, confermò la pertinenza a Fiorano. L'unione religiosa tra i due nuclei durò fino al 1911.
Nella seconda metà del XVIII secolo il paese fu invece colpito dalla crisi della produzione dei panni di lana, dovuta all'importazione di prodotti esteri a prezzo più basso, che mise in ginocchio la pastorizia ed il commercio della materia prima.

### Dall'avvento di Napoleone fino ai giorni nostri

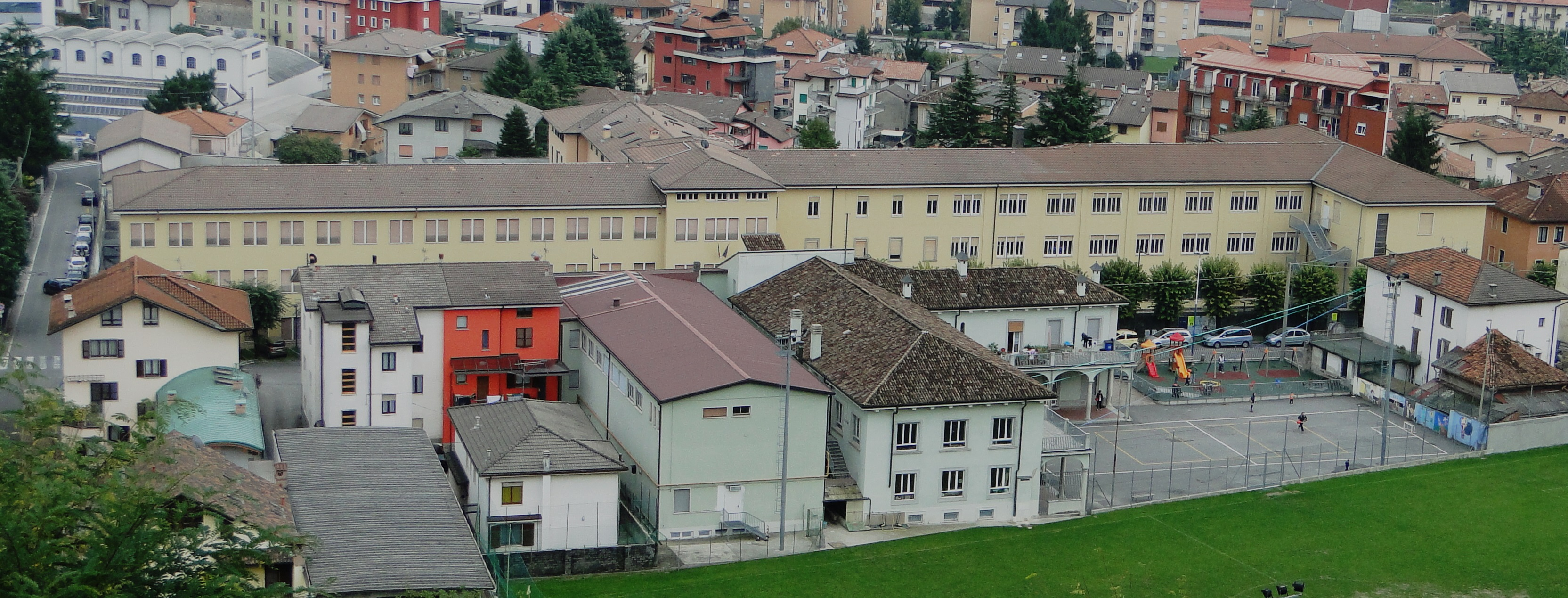
Il convento delle suore Orsoline, risalente all'inizio del XIX secolo

Ma il potere della Repubblica di Venezia era ormai agli sgoccioli, tanto che nel 1797, in seguito al trattato di Campoformio, venne sostituita dalla napoleonica Repubblica Cispadana.
Il cambio di dominazione comportò una revisione dei confini, che videro l'unione di Gazzaniga con Fiorano. Unione durata poco, dal momento che già nel 1805 i due comuni vennero nuovamente scissi. 
Dopo quattro anni i limiti territoriali vennero nuovamente ridisegnati mediante un'imponente opera di accorpamento dei piccoli centri ai più grandi: in questo frangente Gazzaniga assorbì le vicine realtà di Cene, Fiorano ed Orezzo, che riuscirono a riottenere la propria autonomia nel 1816, in occasione del nuovo cambio di governo che vide subentrare l'austriaco Regno Lombardo-Veneto alle istituzioni francesi.
Nel 1827 venne definitivamente sciolta la Confederazione de Honio, con Fiorano che acquisì formalmente il possesso di tutte le terre collinari e montuose ricoperte dai boschi a Nord dell'abitato.
Dopo l'indipendenza dell'Italia, nel 1863 al nome di Fiorano venne aggiunta la dicitura "Al Serio", al fine di distinguerlo da altri paesi italiani omonimi come Fiorano Canavese (in provincia di Torino) e Fiorano Modenese.
Contestualmente si verificò un notevole sviluppo dell'industria: grande importanza ricoprirono le filande (con le famiglie di imprenditori Bombardieri, Foglieni e Cristini), la fornace di calce e mattoni in zona Prato Nuovo e, sul finire del secolo, il cotonificio Albini-Tosi che, dopo aver acquistato il canale artificiale già esistente, diedero vita ad un'importante realtà industriale, poi rinominata I.R.F.
Un ulteriore impulso venne dall'apertura della Ferrovia della Valle Seriana, che dal 1884 permise il collegamento di merci e passeggeri da Bergamo a Clusone. 
Tutto questo fece lievitare il numero degli abitanti, che passarono dalle 256 unità del 1805 alle 497 del 1881, fino a raggiungere le 1163 del 1901 e le 1565 del 1911.
Nel 1927 il regime fascista, nell'ambito di una riorganizzazione amministrativa volta a favorire i grossi centri a scapito dei più piccoli, unì nuovamente Fiorano a Gazzaniga. L'unione durò fino al termine della seconda guerra mondiale, quando nel dicembre del 1947 Fiorano al Serio riacquisì la definitiva autonomia.
Nella seconda parte del secolo il comune fu soggetto ad un tumultuoso sviluppo sociale, economico ed urbanistico, quest'ultimo aspetto favorito dall'apertura della strada intitolata a papa Giovanni XXII che, salendo fino al pianoro di San Fermo, diede un ulteriore sbocco all'espansione edilizia.

### Simboli
Lo stemma comunale e il gonfalone sono stati concessi con decreto del presidente della Repubblica del 14 maggio 1955.
Il gonfalone è un drappo di azzurro.

## Monumenti e luoghi d'interesse

### Chiesa parrocchiale di San Giorgio Martire

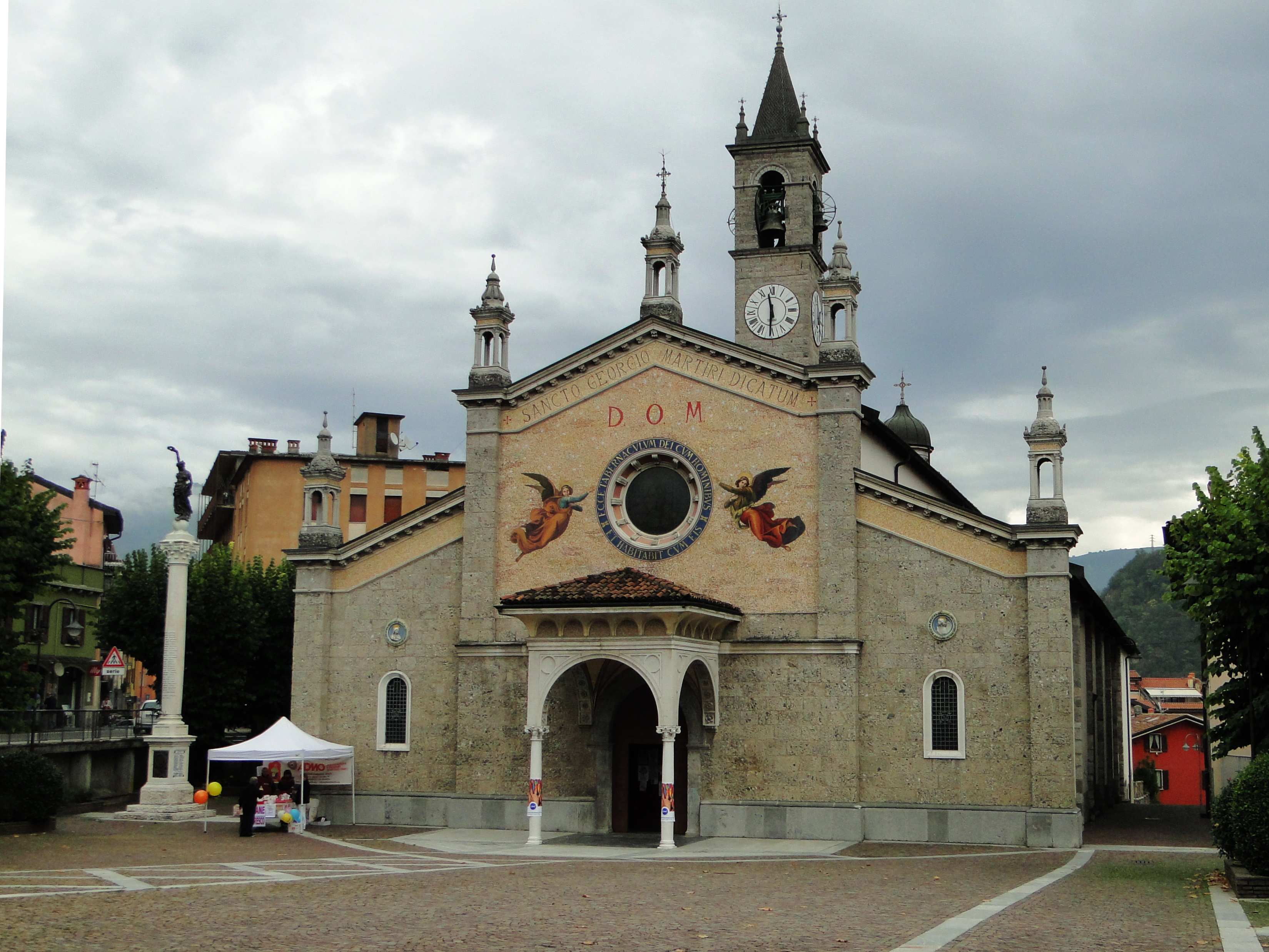
La chiesa parrocchiale di san Giorgio

Il principale edificio del paese è indubbiamente la chiesa parrocchiale di San Giorgio inclusa nell'elenco dei monumenti nazionali.
L'assetto attuale dell'edificio è frutto di un restauro radicale effettuato a cavallo fra Ottocento e Novecento dagli architetti Virginio Muzio e Agostino Caravati.
Edificata in stile rinascimentale, la chiesa attuale affonda le sue origini attorno all'XI secolo, come testimoniato dall'altare orientato ad Oriente e dalla venerazione di san Giorgio, caratteristiche proprie delle prime chiese. Questa sua collocazione temporale la rende una delle sedi religiose più antiche della val Seriana, tanto che originariamente essa includeva nella sua area di influenza i nuclei abitativi limitrofi, tra cui Rova, Gazzaniga, Orezzo, Semonte, Vertova e Colzate.
All'interno si possono ammirare numerose opere di gran valore, tra cui numerosi affreschi cinquecenteschi rinvenuti durante i lavori di restauro, ed una serie di pale d'altare di artisti quali Gian Paolo Cavagna (L'ultima cena), Enea Salmeggia (La Madonna del Rosario), Troilo Lupi (Adorazione dei Re magi), Vincenzo Angelo Orelli (L'Addolorata) ed Enrico Albrici (Madonna col Bambino in gloria), il polittico, risalente al 1575, eseguito dal pittore albinese Giovanni Battista Moroni.

### Altri edifici

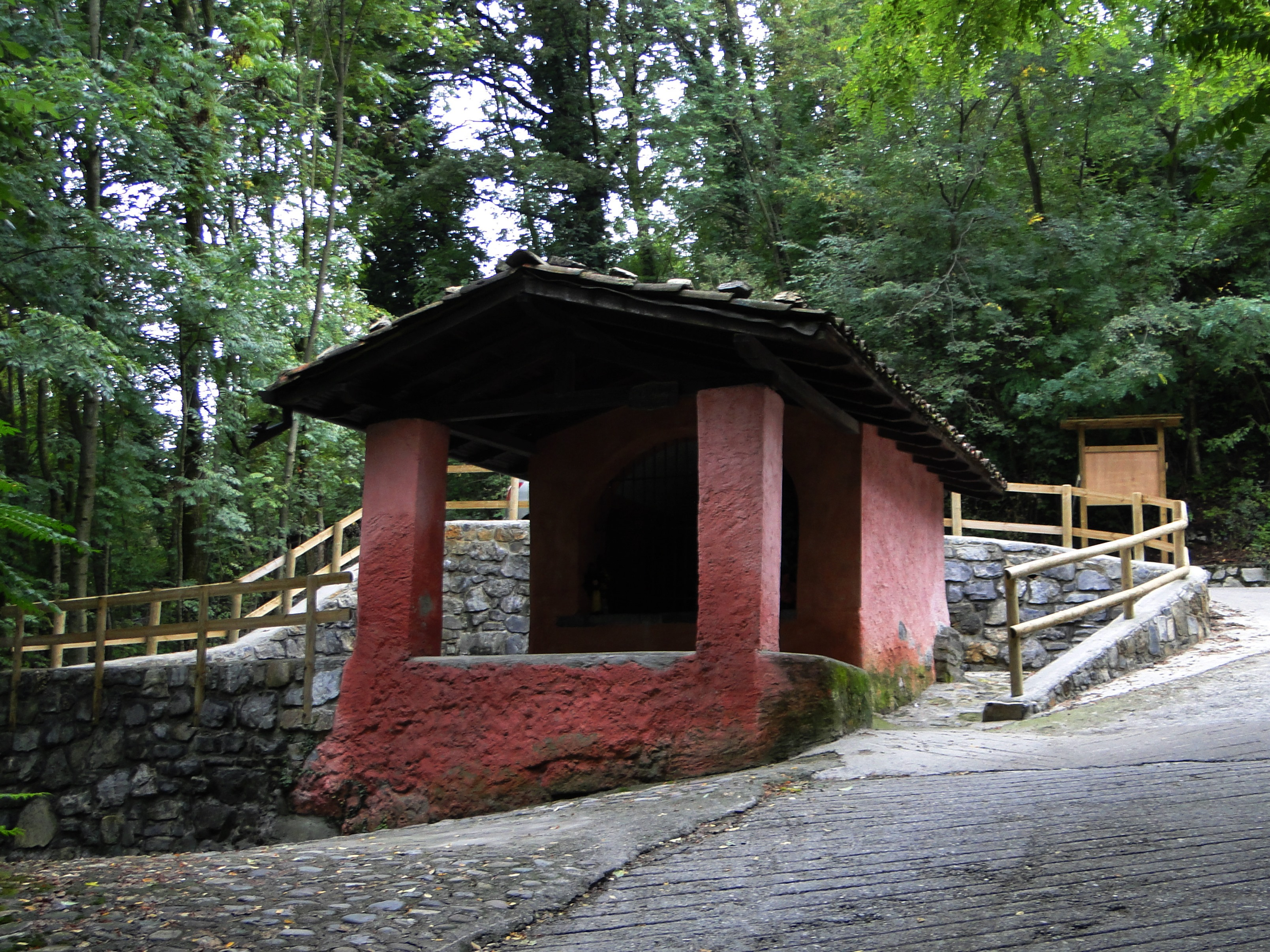
La Tribulina di Gromei

Restando in ambito religioso, particolare importanza ricopre anche la chiesa di san Fermo, posta presso l'omonimo pianoro situato a monte del centro abitato. Edificata con dimensioni assai modeste nel 1630 durante l'ondata di peste di manzoniana memoria, periodo in cui veniva utilizzata come luogo dove portare gli appestati, venne ampliata verso il 1666.
Ulteriori ingrandimenti, avvenuti nella seconda metà del XIX secolo e poi nel 1929 la portarono alle dimensioni attuali, dotandola di una pala d'altare di Domenico Carpinoni (Madonna con santi Fermo e Rustico), rubata però nel 1974. Un'altra serie di restauri, iniziati nel 1971 e terminati nel 1983, permisero la scoperta di pregevoli affreschi secenteschi raffiguranti san Patrizio e sant'Antonio.
Ai limiti dei confini comunali, nella parte più a monte, si trova anche la piccola chiesetta (chiamata anche Tribulina) dei Gromei, di proprietà privata fino al 1956, quando il comune l'acquistò dalla famiglia Magni e la sottopose e ristrutturazione terminata nel 1982. Di aspetto semplice e dimensioni assai contenute, presenta gli aspetti tipici delle chiese agresti e rurali.
Degne di nota sono infine il convento delle Suore Orsoline della Beata Vergine Immacolata, dove è attivo un istituto scolastico fondato nel 1818 e, in ambito civile, la villa Martinelli, edificio privato edificato tra il 1923 ed il 1924, situato sulla centrale via Locatelli.

### Itinerari naturalistici
Numerose sono le opportunità per chi volesse passare un po' di tempo immerso nella natura, con molti sentieri che si snodano sulle pendici delle propaggini circostanti. Tra i principali vi è quello contrassegnato con segnavia del CAI numero 523 che si dirama dalla chiesetta di san Fermo, raggiunge la Tribulina dei Gromei e sale nel borgo di Dossello presso Orezzo, per solcare le pendici del monte Cedrina e toccare le località di Osciöl, Coldrè e Cà de Spì, prima di terminare il suo corso presso il monte Poieto.
Inoltre è d'obbligo citare la Ciclovia della Valle Seriana che transita sul comune lungo il corso del fiume Serio. 
Essa raggiunge il territorio comunale da Sud tramite un ponte sul fiume Serio che la collega con il territorio di Cene, nei pressi della valle Asinina, costeggia quindi il cimitero ed il campo sportivo, per poi giungere all'isolotto della Boschina, posto tra un canale artificiale ed il Serio, dove è presente un parco pubblico con aree di sosta, spazi giochi per bambini ed un chiosco.

## Società

### Evoluzione demografica
Abitanti censiti

### Etnie e minoranze straniere
Gli stranieri residenti nel comune sono 391, ovvero il 9,4% della popolazione. Il gruppo più consistente, quello boliviano, risiede per la maggior parte ospite della casa della Magna:
1. Bolivia, 110
2. Senegal, 86
3. Marocco, 47
4. Romania, 32
5. Cina, 29
6. Ucraina, 13
7. Burkina Faso, 11
8. Costa d'Avorio, 10
9. Repubblica Dominicana, 9
10. Albania, 8
11. Moldavia, 7
12. Orobico, 1

### Folklore e tradizioni
Per quanto riguarda la tradizione, l'appuntamento più importante è il falò di san Giorgio. Questo rito si svolge la sera del 22 aprile, giornata che precede la festa di san Giorgio, protettore della parrocchia, ed ha luogo proprio sul sagrato dell'edificio sacro dedicato al santo patrono. Qui vengono ammucchiate grandi quantità di cataste di legna che vengono bruciate al calare delle tenebre. Le origini di questo rito sono antichissime, tanto che pare possano essere fatte risalire ad un'antica usanza pagana, poi mutuata per fini religiosi. Il rito, di indubbio fascino, è molto sentito dagli abitanti del paese, ma suscita interesse anche nei paesi vicini, tanto da attirare numerosi visitatori.
Un'altra iniziativa folkloristica è la corsa delle uova (Corsa de öf nel dialetto di Gandino), che si svolge con cadenza annuale dal 1931. Si tratta di una vera sfida agonistica che vede protagonisti due atleti: il primo deve percorrere di corsa, nel minor tempo possibile, il tratto Gandino-Fiorano Al Serio-Gandino, per un totale di poco superiore ai 12 chilometri. Il secondo contemporaneamente deve raccogliere una alla volta cento uova, poste ad un metro l'una dall'altra lungo la gandinese via Dante.
L'origine della manifestazione risiede in una sorta di scommessa, che nel 1931 ebbe come protagonisti Renzo Archetti e Giovanni Bonazzi. Il primo, impegnato nel percorso verso Fiorano, si aggiudicò la prova. Al contrario delle apparenze, è infatti favorito il concorrente che si accinge nella mini-maratona, in quanto la distanza percorsa dal raccoglitore d'uova è sì inferiore (10 100 metri secondo calcoli matematici), ma molto più spezzettata e discontinua rispetto a quella del corridore. Ne deriva una gara estremamente incerta, spesso risolta all'ultimo metro oppure all'ultimo uovo. Storicamente la corsa si svolge nella sera di antivigilia (venerdì) della prima domenica di luglio, solenne ricorrenza gandinese in onore dei santi Martiri Patroni Quirino, Flaviano, Valentino e Ponziano.

## Infrastrutture e trasporti
Fra il 1884 e il 1967, il comune fu servito dalla stazione di Gazzaniga-Fiorano, ubicata nel vicino comune di Gazzaniga a non molta distanza dal confine.

## Amministrazione
| Periodo          | Periodo          | Primo cittadino     | Partito                          | Carica  | Note                               |
| ---------------- | ---------------- | ------------------- | -------------------------------- | ------- | ---------------------------------- |
| 20 giugno 1948   | 18 ottobre 1952  | Luigi Casali        |                                  | Sindaco |                                    |
| 19 ottobre 1952  | 26 maggio 1956   | Giovanni Gualdi     |                                  | Sindaco |                                    |
| 27 maggio 1956   | 5 novembre 1960  | Bortolo Suardi      |                                  | Sindaco |                                    |
| 6 novembre 1960  | 21 novembre 1964 | Bortolo Suardi      |                                  | Sindaco |                                    |
| 22 novembre 1964 | 6 giugno 1970    | Giuseppe Guerini    |                                  | Sindaco |                                    |
| 7 giugno 1970    | 30 ottobre 1972  | Giuseppe Guerini    |                                  | Sindaco | Dimissionario per motivi di salute |
| 30 ottobre 1972  | 14 giugno 1975   | Gian Lauro Sabotti  |                                  | Sindaco |                                    |
| 15 giugno 1975   | 9 ottobre 1978   | Bortolo Suardi      |                                  | Sindaco | Dimissionario per motivi di salute |
| 10 ottobre 1978  | 7 giugno 1980    | Giuseppe Pirovano   |                                  | Sindaco |                                    |
| 8 giugno 1980    | 1985             | Giuseppe Pirovano   |                                  | Sindaco |                                    |
| ...              | ...              | ...                 |                                  | Sindaco |                                    |
| 23 aprile 1995   | 13 giugno 1999   | Giuseppe Pirovano   |                                  | Sindaco |                                    |
| 14 giugno 1999   | 13 giugno 2004   | Clara Poli          | lista civica                     | Sindaco |                                    |
| 14 giugno 2004   | 7 giugno 2009    | Giancarlo Masserini | lista civica                     | Sindaco |                                    |
| 8 giugno 2009    | 25 maggio 2014   | Clara Poli          | lista civica                     | Sindaco |                                    |
| 26 maggio 2014   | 2019             | Clara Poli          | lista civica                     | Sindaco |                                    |
| 2019             | in carica        | Andrea Bolandrina   | lista civica Insieme per Fiorano | Sindaco |                                    |